# Гринкевич Ігор Володимирович
Гринкевич Ігор Володимирович (нар. 1970) — український підприємець, до 2024 року був одним із найбільших постачальників Міністерства оборони України із забезпечення Збройних сил України. У грудні 2023 року ДБР оголосило його підозрюваним у заволодінні коштами Міністерства оборони на 1 млрд грн. У лютому 2024 року справу було перекваліфікано на шахрайство.

## Життєпис
У серпні 2010 року Гринкевич заснував компанію — ТОВ «Львівський будівельний холдинг». З 2009 до 2012 року вона перемогла у 16 конкурсах на суму понад 45 млн грн.
З 2018 року компанії Гринкевича брали участь у військових тендерах. У листопаді Національна академія сухопутних військ ім. Сагайдачного підписала три договори з ТОВ «Житлоінвестбуд-ЛВ» на будівництво трьох казарм у Старичах за 39,4 млн грн. Фірма була пов'язана з Володимиром Ренчкою — партнером Гринкевича.
Після початку повномасштабної війни Ігор із сином Романом заснували БФ Hope UA, що мав допомагати жертвам війни. За даними фонду, протягом двох років, на допомогу було витрачено $8,5 млн, але жодних звітів опубліковано не було. Окремо зазначено, що 2022 року Роман Гринкевич отримав відзнаку «Золоте серце» від Президента України.
В листопаді 2023 року Ігор із очільником Львівської обласної військової адміністрації Максимом Козицьким і головою облради Юрієм Холодом підписали меморандум про співпрацю, що передбачав створення центру соціальної реабілітації дітей за рахунок бюджету Львівщини та гранту МЗС Нідерландів, на який подався БФ Гринкевича Hope UA.
В січні 2024 року у зв'язку з розслідуванням ДБР щодо корупції, МО України повідомило, що розриває контракти з фірмами Гринкевичів.

## Власність
Ігор Гринкевич володіє низкою компаній:
- ТОВ «Трейд Лайнс Рітейл»;
- ТОВ «Будівельна компанія Сітіград»;
- Будівельна компанія Верховина, також «Б. К. Верховина»;
- Мегабудмакс;
- Львівський будівельний холдинг;
- ТОВ «Лео маркетинг едженсі»;
- Візин Річ;
- ТОВ «Лео маркетинг едженсі»;
- ТЗОВ «Охоронно-юридична компанія Кобра»;
- ТОВ «Будівельний Альянс Монтажпроект».

## Кримінальні розслідування

### Шахрайство на закупівлях Міністерства оборони України
Після повномасштабного російського вторгнення до України будівельні компанії, афільовані з Гринкевичем, стали одними найбільших постачальників форми для ЗСУ. Його компанії Гринкевича виграли 23 тендери на постачання Міністерству оборони одягу на суму 1,5 млрд грн. Підозрюваний у нібито «шахрайстві» на постачанні форми ЗСУ.
За даними ДБР, принаймні дві квартири було оформлено на наречену сина Гринкевича — Соню Морозюк. 18 січня також було затримано Андрія Колотила, керівника підконтрольної Гринкевичу компанії. Тоді ж ДБР оголосило в розшук сина Гринкевича Романа, йому було оголошено підозру в шахрайстві.
22 січня 2024 року Романа Гринкевича було затримано в Одесі, того ж дня йому було обрано обмеження у вигляді тримання під вартою та заставу в 500 млн грн. 23 лютого запобіжний захід було продовжено до 29 березня, 14 березня арешт було продовжено ще на місяць.
У лютому 2024 року справу було перекваліфікано на шахрайство.
12 квітня 2024 року Печерський суд Києва продовжив запобіжний захід Роману Гринкевичу, з триманням під вартою на два місяці та з можливістю застави 393 млн грн. 18 квітня Шевченківський суд скасував арешт на частину майна Гринкевича.
У жовтні ДБР закінчило розслідування, обвинувальний акт було направлено до суду. У листопаді 2024 року одному з колишніх директорів департаменту Міноборони повідомлено про підозру через списання Гринкевичу на майже 94 млн грн. Гринкевич із колегами підписали договір на постачання одягу, не маючи при цьому виробничих потужностей. Для уникнення штрафних санкцій або їхнього зменшення, ділки звернулися до тимчасового в.о. директора департаменту Міністерства оборони й просили перерахувати виставлені штрафні санкції за порушенням термінів постачання товарів.
26 листопада Шевченківський суд Києва продовжив арешт Ігорю Гринкевичу до 24 січня 2025 року з заставою в 298 млн грн. У грудні Печерський суд Києва продовжив Роману Гринкевичу арешт до 21 січня 2025 року, заставу для нього було зменшено до 302 млн грн.
16 січня 2025 ДБР завершило досудове розслідування та направило справу до суду.

### Хабар журналістам
У січні 2024 року стало відомо, що Гринкевичі намагалися підкупити головну редакторку видання Українська правда Севгіль Мусаєву, її просили видалити новину про доньку Гринкевича Ольгу. 17 січня Гринкевичу, його сину Роману та ще трьом керівникам підконтрольних їм компаній, зокрема, Колотилу, оголосили підозри.

### Хабар співробітнику ДБР
29 грудня 2023 року ДБР повідомило про затримання Гринкевича під час передачі хабаря на $500 тис. одному із керівників Головного слідчого управління ДБР у спробі повернути арештоване майно. 30 грудня Печерський суд Києва заарештував Гринкевича з можливістю застави у 429,4 млн грн.
18 січня 2024 року суд обрав запобіжні заходи керівникам та представнику пов'язаних із Гринкевичем компаній, їм вручено підозру у створенні та участі у злочинній організації та шахрайстві. Як запобіжний захід, було обрано тримання під вартою заставою в 500 млн грн застави кожному.

## Родина
- Дружина — Світлана Гринкевич, працювала професором кафедри маркетингу та логістики університету «Львівська політехніка». Звільнилася з посади на початку січня 2024 р.[28]
- Донька — Ольга Гринкевич. Її чоловік — футболіст Мар'ян Швед[29].
- Син — Роман Гринкевич (нар. 23.05.1991)[30][31]. До середини січня 2024 року був заручений з художницею Сонею Морозюк[32].
- Теща — Ірина Романівна Федак, співвласниця ТзОВ «Бориславтепло».